# Søren Jessen
Søren Jessen (født 8. april 1963 i Sønderborg) er en dansk forfatter og illustrator.

## Opvækst
Søren Jessen blev født den 8. april 1963 i Sønderborg. Allerede som barn var han en ivrig tegner, og det lykkedes ham at lave tegneserier, der blev trykt i forskellige undergrundsblade. Som 10-årig flyttede han til Herning og som 20-årig til Aarhus, hvor han stadig bor.
I 2010 fik han udgivet romanen "Vildnisset" der trækker på erindringsstof fra barndommen. Der er dog tale om "autofiktion" - en blanding af fiktion og reelle hændelser.

## Karriere
Som 18-årig forsøgte han at komme ind på Kunsthåndværkerskolen i Kolding, men kom ikke igennem optagelsesprøven.
I Aarhus lykkedes det ham at få et job i reklamebranchen som rentegner. Det var dog en misforståelse, da jobbet ikke indebar decideret tegnearbejde. Sideløbende begyndte han at lave enkelte forsidetegninger til bøger for forlag i Aarhus. Det greb om sig efter en tur til forlagene i København og i de følgende år blev det til mange forsider.
I midten af 1980'erne begyndte han at skrive historier på en nyindkøbt skrivemaskine. Begyndelsen til romanen "Zambesi", der tolv år senere - i 2000 - fik Bogforums debutantpris, blev skrevet på det tidspunkt. Undervejs blev det også til billedbogstekster, og det blev med billedbogen "Dino rejser til byen", at Søren Jessen debuterede som forfatter i 1990.
Siden har han skrevet og illustreret mange billedbøger, kapitelbøger og romaner.

## Priser
- 1998: Århus Amts Biblioteks- og Kulturpris
- 2000: Forum bogmesses debutantpris for romanen "Zambesi"
- 2000: Kulturministeriets Illustratorpris for billedbogen "Faldt du?" skrevet af Søren Jessen
- 1998 - 2015: Legater fra Statens Kunstfond og Litteraturrådet
- 2003: Århusprisen i Litteratur for romanen "Erindringer om fremtiden"
- 2003: Legat fra Det Danske Institut i Rom. 2 måneders ophold i Rom
- 2004: Statens Kunstfonds 3-årige arbejdsstipendium
- 2010: Den østrigske børne- og ungdomsbogspris for tegningerne til billedbogen "Jumbojet" af den østrigske forfatter Heins Janisch.
- 2014: Ophold på Det Danske Institut i Athen. En måneds ophold.